# Eősze László
Eősze László (Budapest, 1923. november 17. – Budapest, 2020. augusztus 17.) magyar zenetörténész, zongoraművész. A Bulletin szerkesztője. A Magyar Tudományos Akadémia Zenetudományi Bizottságának tagja volt. A zenetudományok kandidátusa (1988).

## Életpályája
1931-ben kezdett zongorázni tanulni. 1933–1941 között a budapesti Szent István Gimnázium diákja volt. 1934–1944 között a Székesfővárosi Felsőbb Zeneiskola tanulója is volt. 1941–1945 között a Pázmány Péter Tudományegyetem Bölcsészettudományi Karán tanult. 1944–1947 között a Liszt Ferenc Zeneművészeti Főiskola hallgatója volt; mesterei: Horusitzky Zoltán (1903–1985), Walter Gieseking és Elly Ney voltak. 1955–1957 között a Zeneműkiadó lektora, 1957–1961 között főszerkesztője, 1961–1987 között zenei-irodalmi vezetője, 1966–1967 között igazgatója volt. 1973-tól a Liszt Ferenc Társaság alapító és tiszteletbeli tag, 1991–2006 között társelnöke, 2008-ig elnökségi tagja volt. 1973–1974 között Rómában volt olasz állami ösztndíjjal. 1975–1995 között a Nemzetközi Kodály Társaság ügyvezető titkára volt. 2000-től a Magyar Művészeti Akadémia tagja volt.
Kutatási területe Kodály Zoltán életműve, Liszt Ferenc-dokumentumok, valamint az opera története.

## Családja
Szülei: Eősze Rezső (1882–1927) postaellenőr és Kovács Janka (1886–1983) postaellenőr voltak. 1948 októberében feleségül vette Kerényi Károly professzor leányát, Kerényi Katalin tanárnőt. Hamarosan megszülettek gyermekei: 1951-ben László fia, 1955-ben Anna Katalin nevű lánya. 1983-ban ismét házasságot kötött: Szilléry Margit lett a felesége.
Temetése a Farkasréti temetőben történt.

## Főbb művei
- F. Liszt und die deutsche Romantik (1945)
- Kodály Zoltán élete és munkássága (1956; angolul: Budapest-London, 1962; németül: Budapest-Bonn, 1964; japánul: Tokió, 1970)
- Kodály Zoltán élete képekben (1957)
- Az opera útja (1960; szlovákul: Pozsony, 1964; második kiadás: 1972)
- Giuseppe Verdi (1961)
- Kodály Zoltán élete és művészete (1962)
- Giuseppe Verdi életének krónikája (1966; németül és magyarul)
- Kodály Zoltán (1967)
- Richard Wagner életének krónikája (1970; németül: Budapest, 1972; 3. javított, bővített kiadás: 1983)
- Kodály Zoltán élete képekben és dokumentumokban (1971; angolul: Budapest-London, 1971; németül: 1971)
- Kodály Zoltán életének krónikája (1977; oroszul: 1982)
- 119 római Liszt-dokumentum (1980)
- A századforduló eszmei áramlatainak hatása Kodály zeneszerzői egyéniségének kibontakozására (1988)
- Kodály időszerűsége (1995)
- Örökségünk Kodály (válogatott tanulmányok, 2000)
- Kodály Zoltán származása és családja (2007)
- Kodály Zoltán életének krónikája; 2. jav., bőv. kiad.; EMB, Bp., 2007
- Intermezzo. Élet- és korrajzféle; Magyar Művészeti Akadémia, Bp., 2015
- Trisztán és Aida. Séták az opera világában. Válogatott tanulmányok; Holnap, Bp., 2015
- Intermezzo II. Epizódok; MMA, Bp., 2017

## Díjai, kitüntetései
- Erkel Ferenc-díj (1961, 1979)[8]
- Munka Érdemrend ezüst fokozata (1976)[8]
- Munka Érdemrend arany fokozata (1983)[8]
- A Magyar Köztársasági Érdemrend középkeresztje (1998)
- Kodály Zoltán-díj (1998)
- Ipolyi Arnold Tudományfejlesztési Díj (2000)[8]
- MAOE Alkotói Nagydíj (2003)
- Köztársaság Elnökének Érdemérme (2003)
- Szabolcsi Bence-díj (2009)
- Széchenyi-díj (2013)
- Magyar Örökség díj (2013)
- Budavárért Emlékérem (2016)[8]
- a Magyar Művészeti Akadémia Művészeti Írói Díja (2016)